# Fornaci di Barga

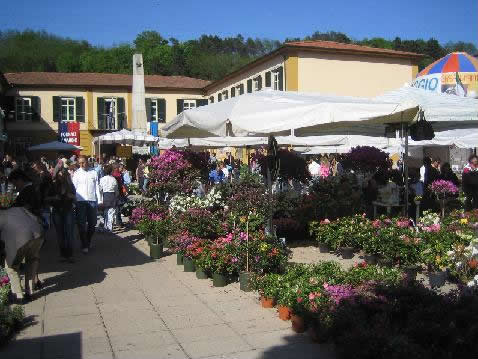
Place du 4 novembre
La foire du 1er mai à Fornaci di Barga

Fornaci di Barga (en français Les Fournaises de Barga) est une frazione de la commune de Barga, dans la province de Lucques en Toscane (Italie), sur la rive gauche du fleuve Serchio. 

## Histoire
La première trace historique documentée de Les Fournaises de Barga se situe autour de l'an mille. L'ancien village prenait le nom de Caterozzo, aujourd'hui nom resté pour un des quatre rioni de Les Fournaises de Barga. La population était constituée de paysans, de pêcheurs et d'éleveurs de bétail qui commerçaient leurs produits avec des muletiers  de la Versilia. L'expansion majeure du village a été concrétisée, lors de la période des combats de la première guerre mondiale, par la construction en 1915 du siège de la Société Métallurgique Italienne (SMI du Groupe Orlando), qui produisait des munitions et qui offrait du travail à des milliers de personnes. Ensuite la construction de nouvelles maisons pour les ouvriers, pour les employés et les dirigeants a donc permis une seconde naissance au village de Les Fournaises de Barga. Aujourd'hui l'industrie a perdu une grande partie de sa vocation de fournisseur militaire, mais elle s'est spécialisée dans le travail du cuivre et de ses alliages. Les Fournaises de Barga s'est enrichi de nombreux magasins et est devenu un centre commercial de référence non seulement de la vallée du Serchio mais aussi de sa voisine Garfagnana.

## Monuments et lieux d'intérêt
La place centrale, appelée Place du 4 novembre et qui a récemment été refaite, est le cœur des activités et de la vie de Les Fournaises de Barga. Siège des principales manifestations du pays et lieu commun de rencontres, cette place est remplie de commerces en tous genres comme des glaciers, des bars et des restaurants. De cette place démarre la rue de la République, la zone commerciale de Les Fournaises de Barga, riche de nombreux magasins donnant raison au slogan local: « 100 magasins en une seule vitrine ». À l'occasion de journées de fête, parmi laquelle le 1er Mai et le 2 juin, la route est fermée au trafic et transformée en piétonnier. 
L'église de style moderne du Christ Redentore est l'église principale de Les Fournaises de Barga. Elle est située dans le centre du village, sur la Place Don Minzoni. Monsignor Matteucci, l'archevêque de Pise, bénit la première pierre le 22 mai 1971 et il la consacra le 27 septembre 1974. Elle a été édifiée sur le terrain offert à la paroisse par la Société Métallurgique Italienne qui offrit même le cuivre pour la couverture du toit. L'église contient des œuvres remarquable, notamment une mosaïque du Christ et la couverture en bronze de la porte principale. Tout près de l'église s'étend le parc "Felice Menichini"  avec une aire de jeu pour les enfants et un terrain polyvalent pour les activités sportives. Il existe également une ancienne église, dédiée à Marie, d'architecture plus traditionnelle et érigée en 1741, qui devient paroisse en 1923 et arcipretura en 1962. L'église paroissiale romane de Saint Maria Assumée en Loppia a probablement déjà été édifiée dans le VIe siècle. Elle a été restaurée aux débuts du second millénaire par la volonté de la comtesse Beatrice de Canossa et consacrée le samedi 4 février 1058 par l'évêque Lucque Anselmo de Baggio, le futur pape Alexandre II. 
Un musée a été créé dans les anciens locaux de la Société Métallurgique Italienne (SMI). Ce musée rassemble des documents d'archive, du matériel iconographique et des exemples d'outillages qui ont été en service dans les divers établissements du groupe et constituent un patrimoine historique et culturel de valeur. 
Parmi les curiosités, on peut noter la "fontanina dell' amore"  plongée dans le vert de la région septentrionale du pays. Inspiré par les lieux, le poète Geri de Gavinana lui a dédié un poème, dont les vers sont gravés sur la fontaine.
La proximité avec des lieux riches d'histoire et de beautés naturelles, assez éloignés des flux des touristes de masse, permet à  Les Fournaises de Barga d'être une étape conseillée pour les excursions touristiques de la Moyenne Vallée du Serchio.

## Société

### Vie associative
De nombreuses petites associations rendent le village vivant dans différents domaines (sportif, théâtral, culturel, commercial, etc). Parmi plus actives, on peut citer : 
- US Fornaci, société de football fondée en 1928. Organization du prix "Ciminiera d'Argento";
- Groupe minéralogique paléontologique (1973)[1] ;
- Troupe théâtrale "I Mercantidarte" (1981). La compagnie prépare des spectacles et organise des revues théâtrales amateur dans le Théâtre G. Pascoli de Fornaci ;
- Judo Club Fornaci (1963). Il compte parmi ses athlètes différents champions italiens;
- Comité Fornaci Vecchia. Organization des prix "Fornacino dell'anno"  et "Aia d'Argento" ;
- Moto Club Fornaci;
- Pêche Sportive Fornaci;
- Volley Club Fornaci;
- Cycle Club Fornaci;
- Schola cantorum (1939);
- CIPAF (Commerçants, Industriels, Professionnels, Artisans Fornacini);
- Comité du pays.

## Illustrations

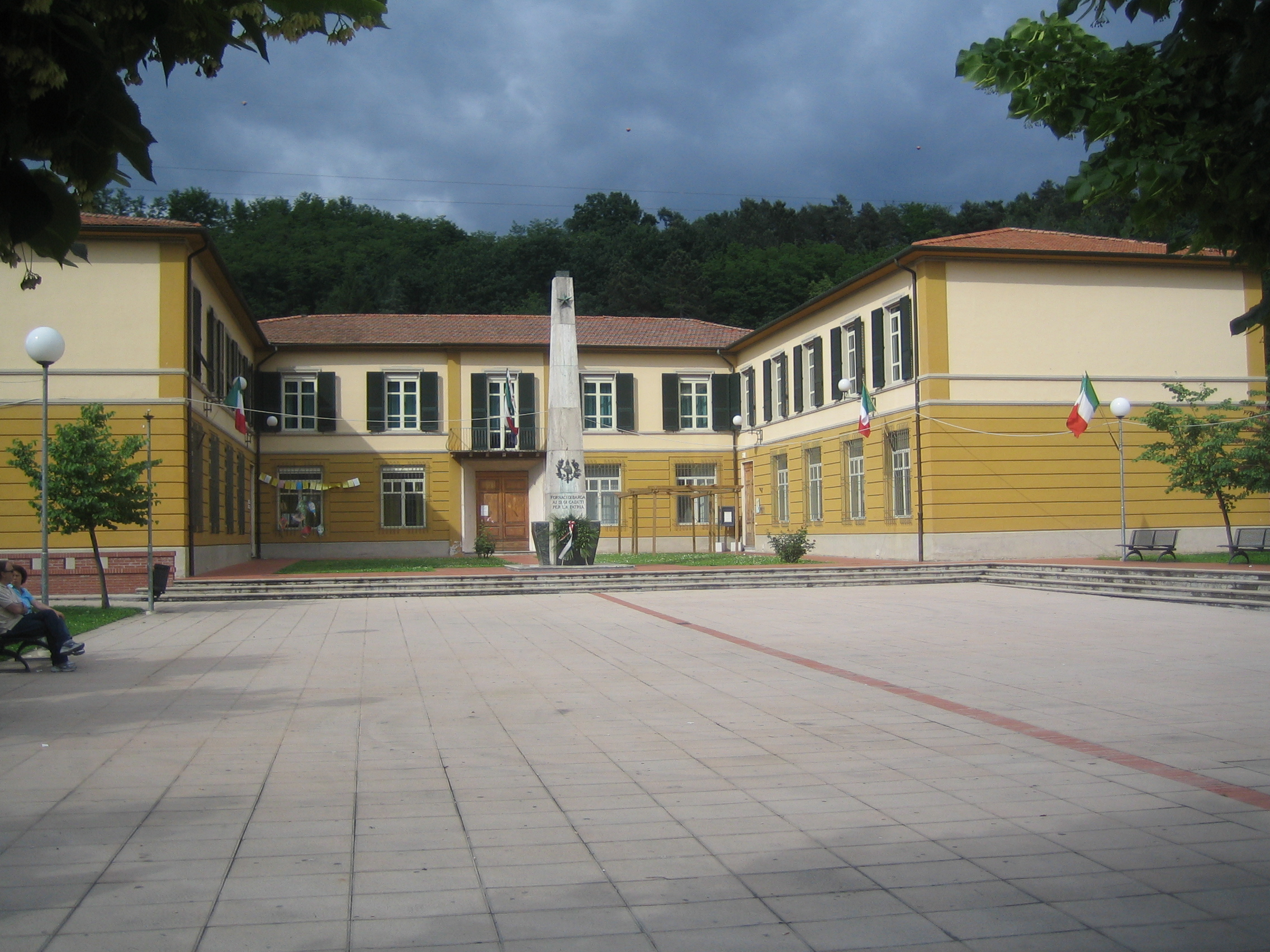
Place 4 novembre
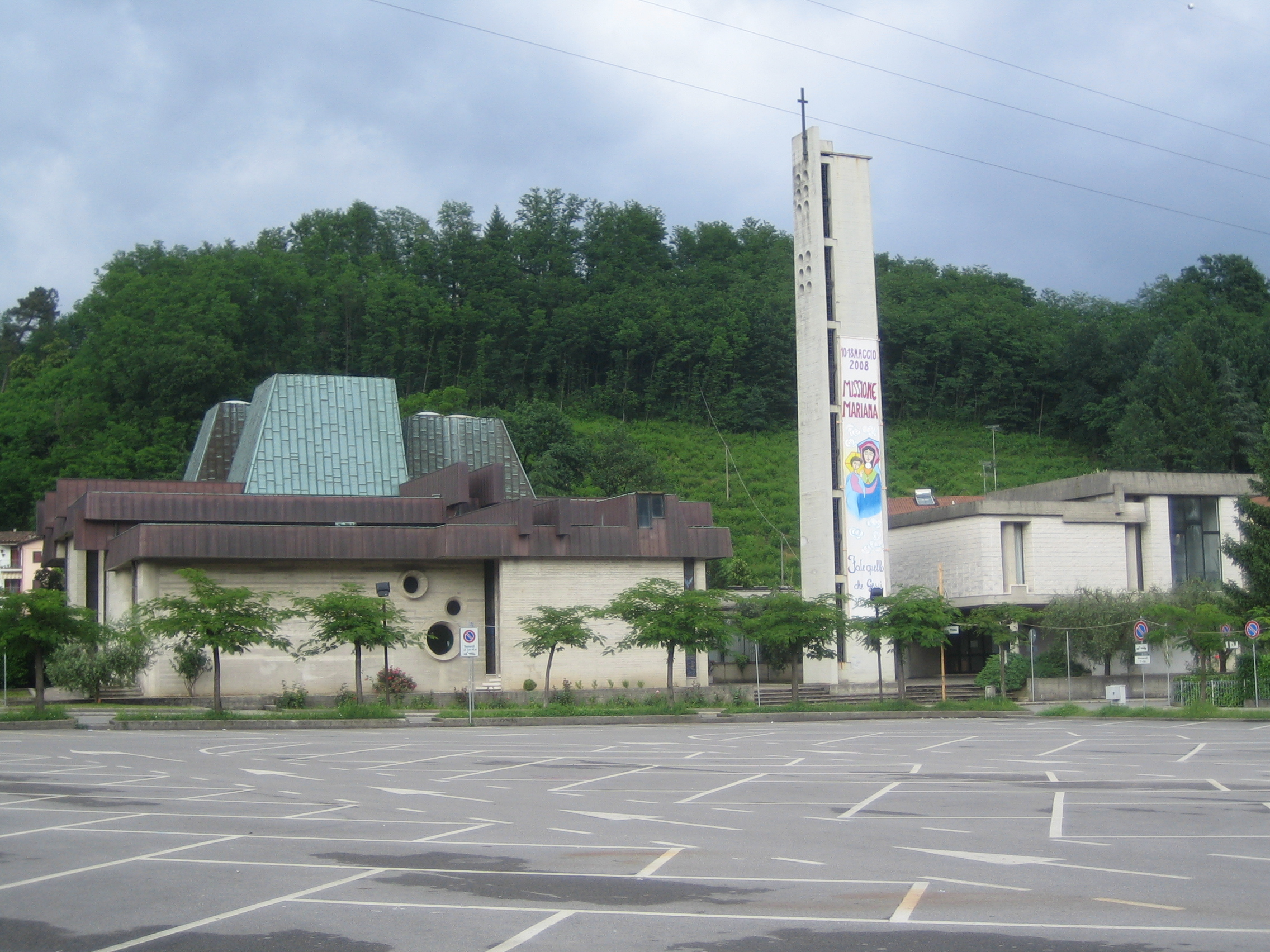
Eglise du Christ Rédempteur
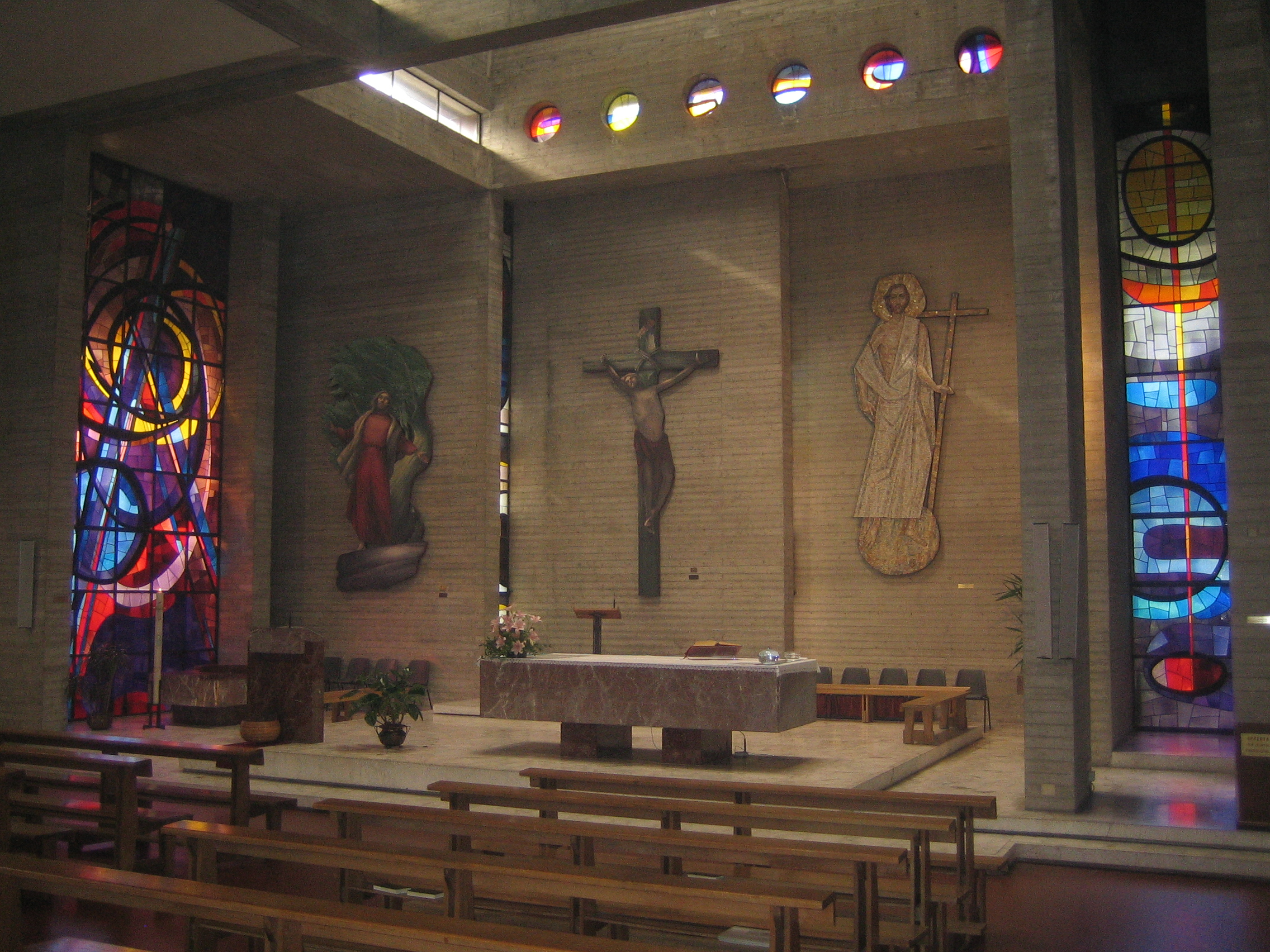
Eglise du Christ Rédempteur - intérieur
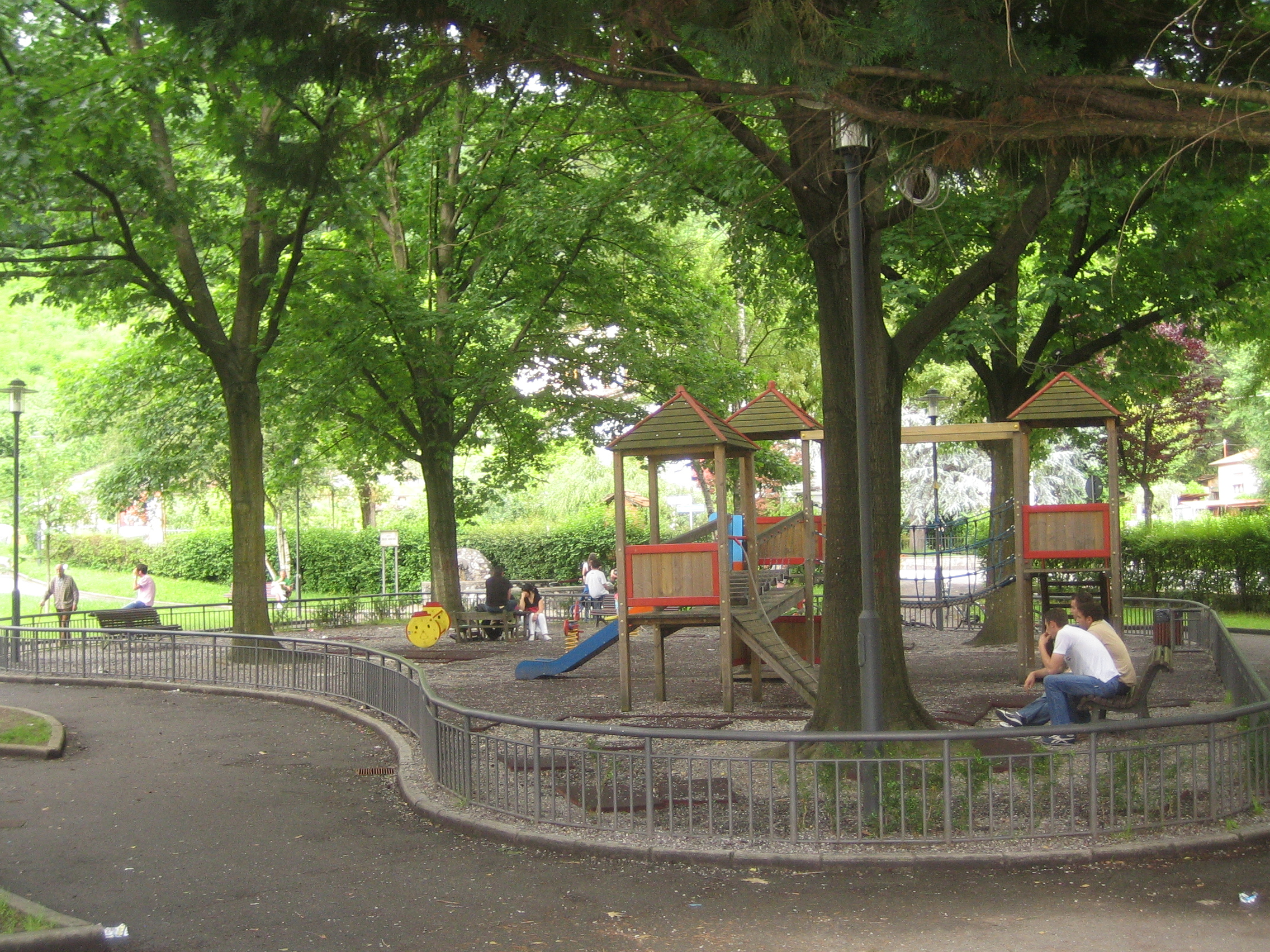
Parc Felice Menichini
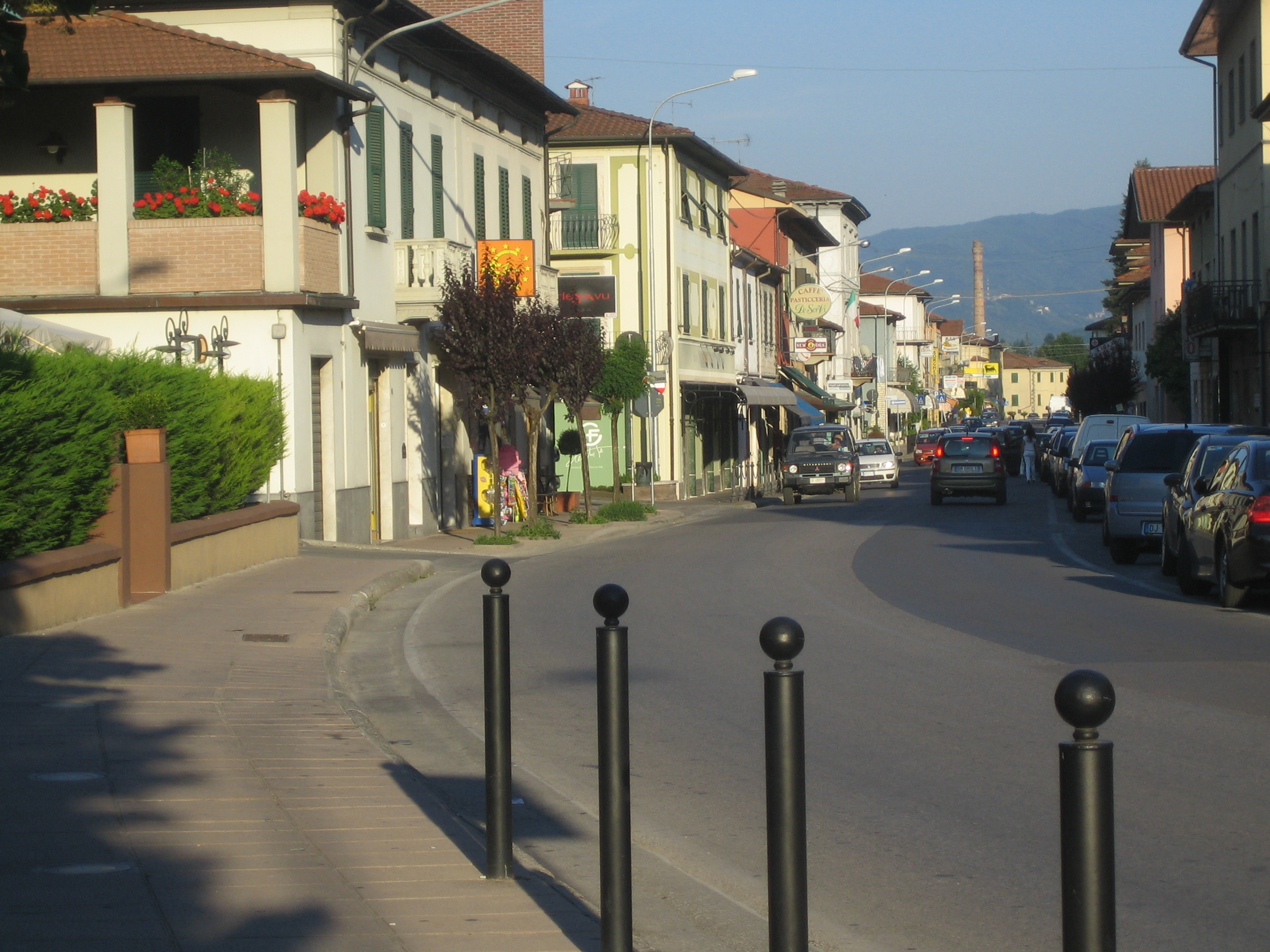
Rue de la République
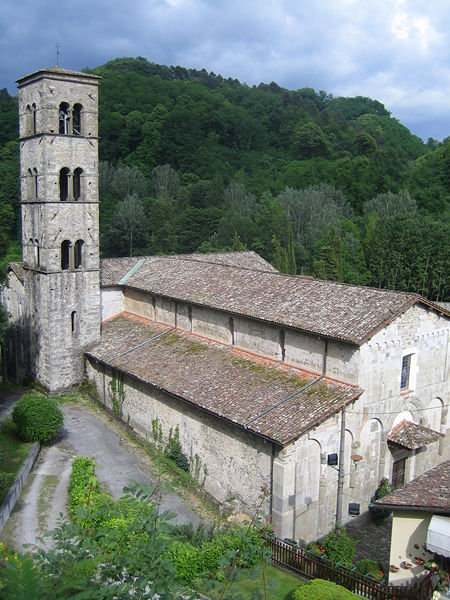
Eglise de Sainte Marie in Lopie (Barga)
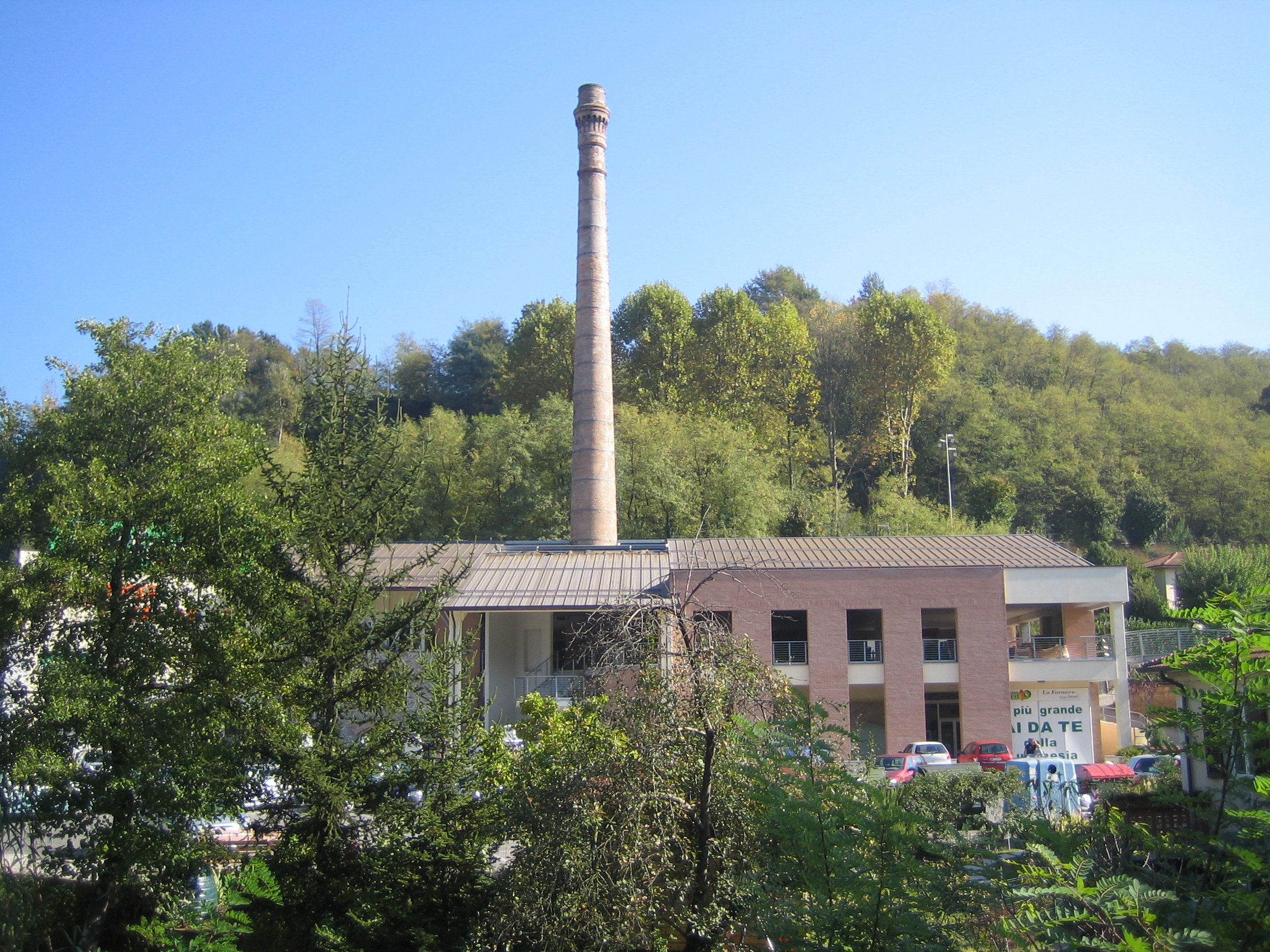
L'ancienne fournaise des briques
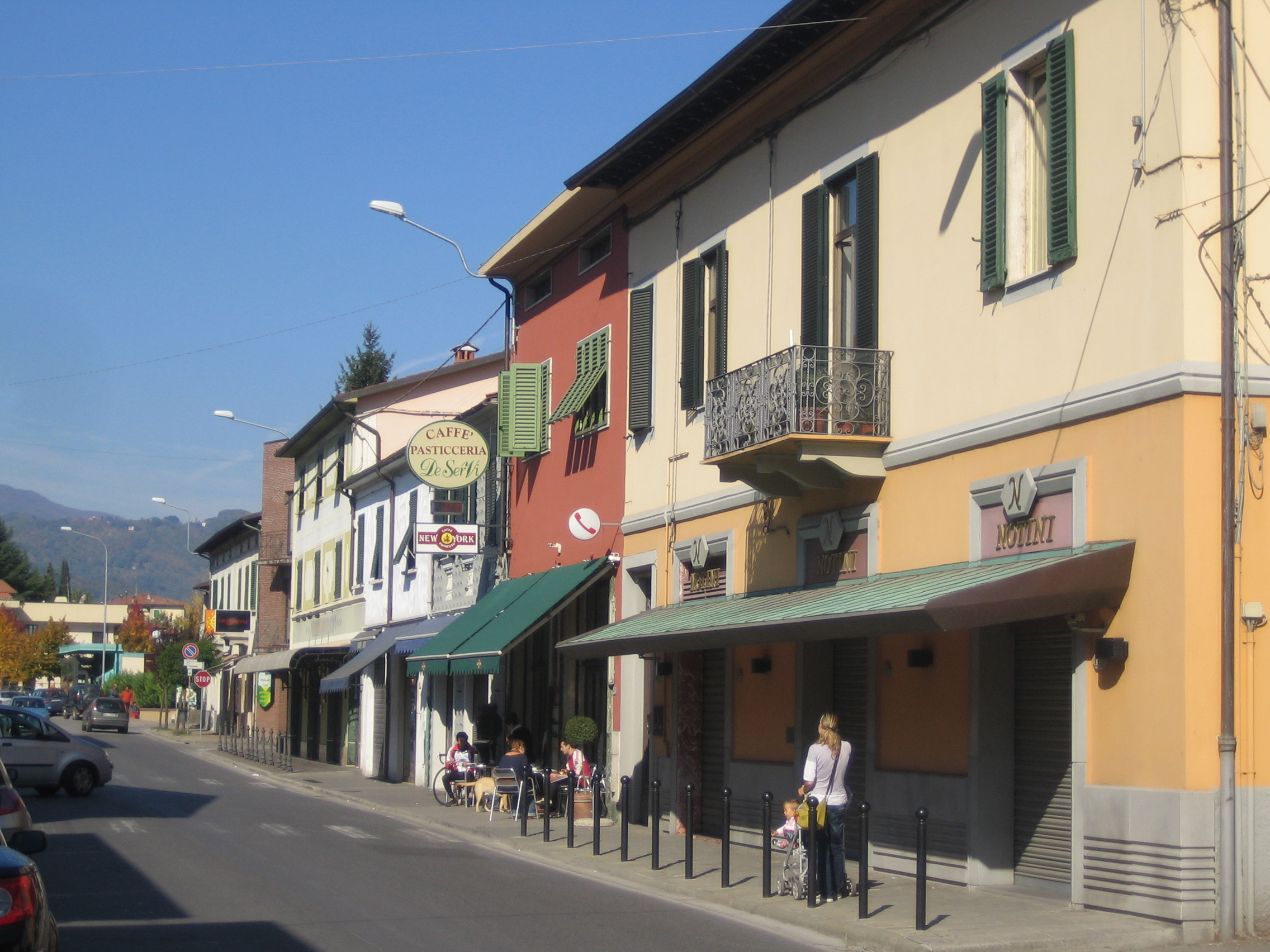
Rue de la République